# Kali indica
Kali indica és una espècie de peix de la família dels quiasmodòntids i de l'ordre dels perciformes.

## Descripció
El cos, allargat, fa 26,1 cm de llargària màxima. 11-14 espines i 21-25 radis tous a les dues aletes dorsals i 1 espina i 22-26 radis tous a l'anal. Aletes pectorals sense espines i amb 12-13 radis tous. Aletes pelvianes amb 1 espina i 5 radis tous. Absència d'aleta adiposa. Línia lateral no interrompuda.

## Alimentació
El seu nivell tròfic és de 3.

## Hàbitat i distribució geogràfica
És un peix marí i batipelàgic (entre 1.000 i 3.300 m de fondària, normalment entre 1.400 i 2.500), el qual viu a les regions equatorials, tropicals, subtropicals, temperades i subpolars dels oceans Atlàntic (de 40°N a 40°S), Índic (16°56’N, 92°33’E), Pacífic (de 31°N a 43°S) i Antàrtic (50°S-60°S): l'Índia, Mèxic, Moçambic, Sud-àfrica, Nova Zelanda i, possiblement també, Namíbia.

## Observacions
És inofensiu per als humans i el seu índex de vulnerabilitat és moderat (38 de 100).